# Łukasz Jaskólski

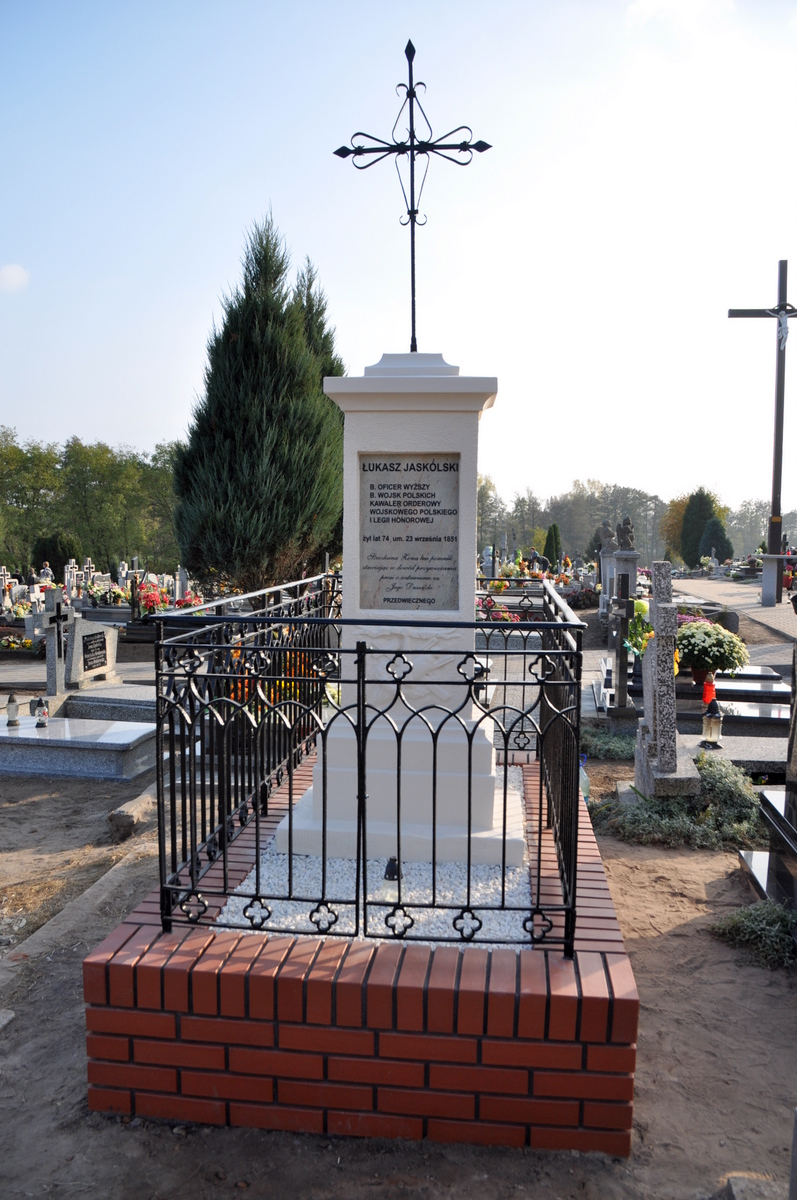
Pomnik Łukasza Jaskólskiego na cmentarzu w Lądku

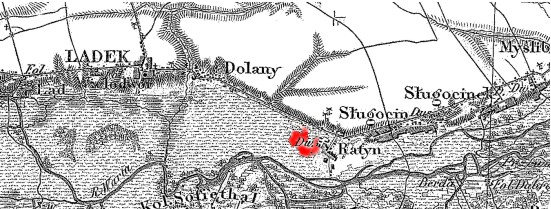

Łukasz Jan Kanty Jaskólski (ur. 14 lipca 1777 we wsi Dębe, zm. 23 września 1851 w Ratyniu) – polski żołnierz, uczestnik wojen napoleońskich, powstania listopadowego. Kawaler Legii Honorowej i Virtuti Militari.

## Życiorys
Łukasz Jan Kanty Jaskólski herbu Leszczyc, syn Tomasza i Antoniny z domu Kołuckiej urodził się 14 lipca 1777 roku we wsi Dębe w Wielkopolsce. W czasach Rzeczypospolitej szlacheckiej, przedstawiciele rodziny bywali senatorami, kasztelanami, posłami, wojewodami i walczyli w licznych wojnach. Wywodzili się z ówczesnego powiatu kaliskiego, ze wsi Jaskółka, od której wzięli nazwisko.
W 1806 roku gdy zwycięskie wojska napoleońskie wkroczyły do Wielkopolski, Łukasz Jaskólski służył w szeregach poznańskiej gwardii honorowej, witającej cesarza Napoleona na ziemi polskiej. Wielce ukontentowany przyjęciem cesarz, rozkazał generałowi Dąbrowskiemu awansować wszystkich gwardzistów na stopień podporucznika. Świeżo upieczony podporucznik Jaskólski trafił do utworzonego w Wielkopolsce 5 Pułku Strzelców Konnych, dowodzonego przez pułkownika Kazimierza Turno. W jego szeregach walczył w 1807 r. przeciw Prusakom i Rosjanom, a w 1809 roku przeciw Austriakom. 13 maja 1809 został awansowany do stopnia kapitana i objął dowództwo 3 szwadronu w swoim pułku. W czasie krótkiego okresu pokoju 5 Pułk, jako jeden z najlepszych w całej armii, często stacjonował w Warszawie, jako asysta króla saskiego i księcia warszawskiego Fryderyka Augusta. W kolejnych wojnach, epoki napoleońskiej kapitan Jaskólski również brał czynny udział. Walczył w 1812 roku w Rosji, następnie odbył kampanie 1813 i 1814 r. Po bitwie narodów pod Lipskiem, w dniu przeglądu resztek wojsk polskich pod Schluchtern, 28 października 1813 roku, Napoleon przyznał kawalerzystom IV Korpusu Jazdy, 150 orderów Legii Honorowej. Epopeję napoleońską skończył również z najwyższym polskim odznaczeniem wojskowym – Krzyżem Kawalerskim Orderu Wojskowego Virtuti Militari.
Po ostatecznym upadku Napoleona, wraz z resztkami oddziałów polskich Jaskólski, wrócił do kraju i wstąpił do powstającej armii Królestwa Polskiego. Dostał przydział do 2 Pułku Ułanów – słynnych „białych ułanów pułkownika Józefa Dwernickiego”. W 1819 roku odszedł z wojska. Być może miała na to wpływ sytuacja rodzinna i potrzeba innego ułożenia swego życia, jako że 4 stycznia 1817 roku Jaskólski ożenił się z Anną Dangel.
Wybuch powstania listopadowego, w 1830 zastał Jaskólskiego poza wojskiem. W styczniu 1831 zaciągnął się do formującego się 2 Pułku Jazdy Kaliskiej pułkownika Ludwika Sczanieckiego. Pierwszy dywizjon pułku, złożony z dwóch szwadronów, powstał w miejscowości Wolborz, a jego dowódcą mianowany został, awansowany na majora, Jaskólski. W swych pamiętnikach Ludwik Sczaniecki pisał: „...miałem dobrych i gorliwych kapitanów komendantami szwadronów, i dowódcę 1-go dywizjonu majora Jaskólskiego...”. Pisał o nim też jako o człowieku „nieobojętnym na swój honor”. Mimo olbrzymich trudności z wyszkoleniem rekrutów, którzy stanowili większość żołnierzy, już w lutym pułk skierowano do sił głównych armii powstańczej. W okresie tym, będąc najbardziej doświadczonym oficerem pułku, Jaskólski często zastępował dowódcę podczas jego nieobecności.
W lutym, kaliszanie przeszli swój chrzest bojowy w walkach z głównymi siłami armii rosyjskiej na szosie brzeskiej. Po bitwie grochowskiej i krótkotrwałej przerwie w działaniach, 2 Pułk Kaliski skierowano do korpusu generała Jana Kantego Juliana Sierawskiego, działającego nad Wisłą na południe od Warszawy. Był to niezwykle intensywny okres w dziejach pułku, a Łukasz Jaskólski był już w tym czasie podpułkownikiem. W kwietniu walczył w bitwach pod Urzędowem, Łopocznem, Kamieniem, Wronowem i Kazimierzem. Szczególną rolę odegrał ppłk Jaskólski w, przegranej przez powstańców, bitwie pod Wronowem, stoczonej 17 kwietnia 1831r. z rosyjskim korpusem gen. Kreutza. W początkowej fazie bitwy, 1 szwadron pułku, dowodzony przez Jaskólskiego, starł się z dragonami i kozakami rosyjskimi, odrzucając ich w śmiałym kontrataku, ubiwszy 30 moskali a 7 biorąc do niewoli. Zachęcony tym sukcesem gen. Sierawski rozkazał ppłk Jaskólskiemu szarżować na czele zaledwie dwóch plutonów (kilkudziesięciu żołnierzy), na złożoną z kilkunastu dział baterię rosyjską, za którą na domiar złego stał cały korpus rosyjski. Jaskólski dwukrotnie, na czele swych kaliszan, podejmował próby ataku, ale w kartaczowym ogniu rosyjskich dział jego oddział został rozbity.
Po upadku powstania pozostał w kraju i osiadł na roli jako naddzierżawca ekonomii rządowej Ratyń. W 1837 wskutek represji popowstaniowych zostaje poddany „wylegitymowaniu” ze szlachty. Udokumentuje swoje pochodzenie i zachowuje tytuł przez co może korzystać z dotychczasowych przywilejów. Podpułkownik Łukasz Jaskólski zmarł 23 września 1851 roku w Ratyniu, w wieku 74 lat, nie zostawiając po sobie potomstwa. Pochowano go na lądkowskim cmentarzu.

## Pomnik
Pomnik Łukasza Jaskólskiego, jak podaje inskrypcja na płycie nagrobnej postawiła mu żona Anna Jaskólska. Jest to obecnie najstarszy zachowany nagrobek na cmentarzu w Lądku. W 2011 r. Stowarzyszenie „Razem Dla Kultury” odnowiło pomnik, a 25 listopada 2011 miała miejsce uroczystość odsłonięcia i poświęcenia odnowionego pomnika, na której przedstawiono skompletowaną historię ppłk Łukasza Jaskólskiego. W uroczystości wziął udział Wicemarszałek Sejmu Eugeniusz Grzeszczak, przedstawiciele lokalnych i okolicznych władz samorządowych, młodzież z Gimnazjum im. POW w Lądku oraz mieszkańcy Gminy Lądek. Na zaproszenie inicjatorów odnowy pomnika do Lądku przybyło wojsko - Orkiestra Reprezentacyjna Sił Powietrznych z Koszalina i Kompania Honorowa jednostki w Powidzu.

## Odznaczenia
- Krzyż Kawalerski Orderu Virtuti Militari
- Order Legii Honorowej